# Крис Гантер
Кристофер Рос Гантер (енгл. Christopher Ross Gunter; 21. јул 1989) велшки је фудбалер који игра у одбрани и тренутно наступа за  Чарлтон атлетик и репрезентацију Велса.